# 63rd Pennsylvania Infantry
Le 63rd Pennsylvania Volunteer Infantry est un régiment d'infanterie qui a servi dans l'armée de l'Union pendant la guerre de Sécession.

## Service
Le 63rd Pennsylvania Infantry est organisé à Pittsburgh, en Pennsylvanie, le 1er août 1861(p187) et entre en service pour une durée de trois ans sous le commandement du colonel Alexander Hays.
Le régiment est affecté à la brigade de Jameson de la division d'Heintzelman de l'armée du Potomac, jusqu'en mars 1862. Il est dans la première brigade de la troisième division du IIIe corps de l'armée du Potomac jusqu'en août 1862. puis dans la première brigade de la première division du IIIe corps jusqu'en mars 1864. Il est ensuite dans la deuxième brigade de la troisième division du IIe corps jusqu'en septembre 1864.
Le 63rd Pennsylvania Infantry quitte le service à partir du 31 juillet 1864, et jusqu'au 11 septembre 1864. Les vétérans et les recrues sont transférés dans le 105th Pennsylvania Infantry.

## Service détaillé

### 1861
Le 63rd Pennsylvania Infantry quitte la Pennsylvanie pour Washington DC, le 26 août. Il est en service aux défenses de Washington, DC, jusqu'en mars 1862. Il participe à une reconnaissance de Pohick Church et de l'Occoquan le 12 novembre 1861. 

### 1862
Le régiment est à Pohick Church et Occoquan le 5 mars 1862 (détachement). L'escarmouche à Pohic Church sous le commandement du lieutenant colonel A.S.M. Morgan survient à la suite de l'ordre reçu de prendre une route pour empêcher des raids confédérés(p59). Lors de cette escarmouche, le détachement subit deux tués et deux blessés. Les pertes sont imputées à l’obscurité et à la méconnaissance du terrain(p59). Concomitamment, l'escarmouche à Occoquan d'une autre détachement du régiment ne fait aucune pertes parmi les hommes de 63rd(p134),,.  
Il part vers la Péninsule du 16 au 18 mars. Il participe au siège de Yorktown ente le 5 avril et le 4 mai. Le 11 avril, des éléments du régiments et du 12th New York Infantry et du 57th Pennsylvania Infantry ont une escarmouche à proximité de Yorktown sous le commandement du colonel Campbell contre environ 700 confédérés(p160). 
Il participe à la bataille de Williamsburg, le 5 mai. Il participe à la bataille de Fair Oaks (Sevens Pines) les 31 mai  et 1er juin au cours de la bataille de sept jours devant de Richmond du 25 juin au 1er juillet. Il participe à la bataille d'Oak Grove(p195), le 25 juin et à celles de Glendale le 30 juin et de Malvern Hill le 1er juillet. Il est en service à Harrison's Landing jusqu'au 16 août. Il part pour Centreville du 16 au 26 août. Il participe à la bataille de Bristoe Station ou Kettle Run le 27 août et à Buckland Bridge, Broad Run, le 27 août. Il participe à la bataille de Groveton le 29 août. Il participe à la seconde bataille de Bull Run le 30 août. Il participe à la bataille de Chantilly le 1er septembre. Il est en service sur les défenses de Washington et à la garde des gués dans le Maryland jusqu'en octobre. Il remonte Potomac jusqu'à Leesburg, puis à Falmouth, en Virginie du 11 octobre au 19 novembre. Il participe à la bataille de Fredericksburg du 12 au 15 décembre.

### 1863
Il participe à la deuxième campagne de Burnside, la « marche dans la boue » du 20 au 24 janvier 1863. Il est à Falmouth jusqu'en avril. Il participe à la campagne de Chancellorsville du 27 avril au 6 mai participant à la bataille de Chancellorsville du 1er au 5 mai(p457),. Il participe à la campagne de Gettysburg du 11 juin au 24 juillet participant à la bataille de Gettysburg du 1er au 3 juillet. Il participe à la poursuite de Lee du 5 au 24 juillet. Il participe à la bataille de Whapping Heights, en Virginie, le 23 juillet. Il est en service sur la ligne de la Rappahannock jusqu'en octobre. Il participe à la campagne de Bristoe du 9 au 22 octobre. Il participe à la première et seconde bataille d'Auburn et Bristoe les 13 et 14 octobre. Il avance jusqu'à la ligne de la Rappahannock les 7 et 8 novembre. Il est à Kelly's Ford  le 7 novembre. Il participe à la campagne de Mine Run du 26 novembre au 2 décembre. Il est à Payne's Farm le 27 novembre. 

### 1864
Il fait une démonstration sur la Rapidan les 6 et 7 février 1864. Il participe à la campagne de la Rapidan du 4 mai au 12 juin. Il participe aux combats de la Wilderness du 5 au 7 mai. Il participe à la bataille de Laurel Hill le 8 mai et à celle de Spotsylvania du 8 au 12 mai. Il est sur la rivière Po le 10 mai. Il est à Spotsylvania Court House du 12 au 21 mai. Il participe à l'assaut contre le Saillant le 12 mai. Il est à Harris' Farme le 19 mai. Il participe à la bataille de North Anna du 23 au 26 mai. Il est sur la ligne de la Pamunkey du 26 au 28 mai. Il participe à la bataille de Totopotomoy Creek du 29 au 31 mai et à celle de Cold Harbor du 1er au 12 juin. Il est devant Petersburg du 16 au 18 juin. Il participa au siège de Petersburg et de Richmond du 16 juin au 5 septembre. Il est sur le chemin de fer de Weldon les 22 et 23 juin. Il fait une démonstration sur le côté nord du fleuve James à Deep Bottom du 27 au 29 juillet, participant à la première bataille de Deep Bottom les 27 et 28 juillet. Il est en réserve lors de l'explosion de la mine le 30 juillet lors de la bataille du Cratère. Il fait une démonstration sur la rive nord de la James du 13 au 20 août. Il est à Strawberry Plains lors de la seconde bataille de Deep Bottom du 14 au 18 août.
Le régiment quitte le service actif le 9 septembre 1864(p187).

## Pertes
Le régiment perd un total de 320 hommes pendant son service ; 17 officiers et 169 soldats tués ou blessés mortellement, 1 officier et 133 soldats morts de la maladie.

## Commandants
- Colonel Alexander Hays
- Colonel Algernon Morgan - promu après la promotion du colonel Hays  au  grade de brigadier général ; il ne revient jamais dans le régiment en raison des blessures reçues à la bataille de Seven Pines (libéré du service le 18 avril 1863)
- Colonel William S. Kirkwood - mortellement blessé au combat lors de la bataille de Chancellorsville moins de deux semaines après avoir été promu
- Colonel John A. Danks

## Membres notables
- Caporal John M. Kindig, compagnie A - récipiendaire de la médaille d'honneur pour son action lors de la bataille de Spotsylvania Court House.